# Грибоварня
Грибова́рня — пункт, место по засолке и переработке свежесобранных грибов.

## Описание
При заготовке грибов в промышленных масштабах и необходимости их хранения продолжительное время используют технологию грибоварения.
Свежесобранные грибы доставляются на грибоварню, где производится их переработка и упаковка.
Основным элементом грибоварни является грибоварочный котел. Широкое распространение получили грибоварочные котлы с древесными топками, что не лишено смысла, ведь в большинстве случаев грибоварни располагаются в лесу, в непосредственной близости от мест заготовки грибов. Внутренняя поверхность грибоварочного котла выполнена из нержавеющей стали, допускаемой к использованию в пищевой промышленности российским законодательством.

## Законодательная база

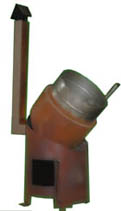
Грибоварочный котел

В соответствии с Лесным кодексом РФ при осуществлении предпринимательской деятельности по сбору и заготовке пищевых лесных ресурсов граждане и юридические лица имеют право размещать грибоварни только на арендованных лесных участках.

## Фотографии
Справа представлен один из типов грибоварочных котлов, имеющего железную топку и вместимость бака — от 50 до 100 л.